# Stadion NK Croatia
Stadion NK Croatia je nogometni stadion u gradu Đakovu koji se nalazi u gradskoj četvrti Sjever i na kojem nastupa samo nogometni klub Dračice Đakovo. 
Kapacitet stadiona je oko 3000 mjesta i isti se sastoji od zapadne i istočne tribine. Istočna tribina izgrađena je tijekom 1980-ih godina prošlog stoljeća i ista ima oko 2000 stajaćih mjesta. Zapadna tribina stadiona izgrađena je 1994. godine i ista je natkrivena.   
Oko nogometnog terena nalazi se atletska staza sa šest traka, dok je teren od gledališta odvojen željeznom ogradom visine oko 250 cm. Postoje 2 ulaza na stadion. 
Pokraj glavnog terena nalazi se pomoćni teren. Cijeli kompleks je ograđen željeznom ogradom. Ispod zapadne tribine trenutačno su u izgradnji svlačionice. 